# Pierre Viette
Pour les articles homonymes, voir Viette (homonymie).
Pierre E. L. Viette est un entomologiste français, né le 29 juin 1921 à Orléans et mort le 30 avril 2011 à Bar-sur-Aube.
Une courte biographie a été publiée sur le web par Christian Guillermet.
Après sa licence ès sciences en 1945, il entre pour le CNRS au laboratoire d’entomologie du Muséum national d'histoire naturelle. Il complète sa formation en suivant les cours de Jean Marcel Robert Denis (1893-1969) à l’université de Dijon. Il part pour la première fois à Madagascar en 1951. Il s’intéresse principalement aux lépidoptères.
En 1962 il publie sa thèse sur les Noctuelles trifides de Madagascar en un imposant volume de 531 pages.
Il est lauréat du prix et de la médaille Karl Jordan des États-Unis (1978) et lauréat de l'Académie des Sciences. Il reçoit, par ailleurs le prix Constant de la Société entomologique de France en 1951 (conjointement avec P. Rougeot) et le prix Dollfus de la Société entomologique de France en 1978.
Une liste partielle de ses publications est donnée par Christian Guillermet.

## Faune de Madagascar
En 1956, il crée avec Renaud Paulian la série d'ouvrages Faune de Madagascar.
Sous sa direction 89 volumes sont parus, dont 4 écrits par lui. Il publiera lui-même à compte d'auteur deux suppléments.

## Sources
- Benoît Dayrat (2003). Les botanistes et la flore de France, trois siècles de découvertes. Publications scientifiques du Muséum national d’histoire naturelle : 690 p.
- Jean Lhoste (1987). Les Entomologistes français. 1750-1950. INRA Éditions : 351 p.